# Buhund norweski
Buhund norweski, norweski buhund – rasa psa należąca do grupy szpiców i psów pierwotnych, zaklasyfikowana do sekcji północnych szpiców pasterskich.  Nie podlega próbom pracy.

## Rys historyczny
Buhund norweski to rasa, której najstarsze zbadane szczątki znaleziono w wykopaliskach Gokstad w Norwegii. Pochodzą one sprzed 11 stuleci.
Wykorzystywany był zarówno do ochrony domostw (po norwesku "bu" oznacza farmę, zagrodę lub bydło) jak i do pilnowania bydła i owiec oraz ochrony ich przed drapieżnikami. Towarzysząc myśliwemu pomagał także przy polowaniach – był używany do ciągnięcia sanek.

## Wygląd

### Budowa
Są to psy średnich rozmiarów, o krępej budowie. Jak wszystkie szpice mają spiczaste uszy i zadarty ogon. Ponadto cechuje je także trójkątna głowa.

### Szata i umaszczenie
Umaszczenie u tych psów może być od jasnopłowego przez czerwonożółtopłowe po czarne z białymi znaczeniami na piersiach, łapach i szyi. Jest dopuszczalna czarna maska.

## Zachowanie i charakter
Norweski buhund jest psem inteligentnym, łatwym w tresurze. Wierny, potrzebuje bliskiego kontaktu z członkami rodziny.
Żyje 12–15 lat.

## Użytkowość
Buhund jest wszechstronnym psem domowym. Obecnie znalazł zastosowanie w policji, pomaga osobom, które mają problemy ze słuchem, sprawdza się także w zawodach agility i posłuszeństwa. Współcześnie jest przede wszystkim psem rodzinnym.